# Neohyssura skolops
Neohyssura skolops är en kräftdjursart som beskrevs av Brian Frederick Kensley 1978. Neohyssura skolops ingår i släktet Neohyssura och familjen Hyssuridae. Inga underarter finns listade i Catalogue of Life.